# Clux
Clux – miejscowość i dawna gmina we Francji, w regionie Burgundia-Franche-Comté, w departamencie Saona i Loara. W 2008 roku liczba ludności wynosiła 105 mieszkańców. 
W dniu 1 stycznia 2015 roku z połączenia dwóch ówczesnych gmin – Clux oraz La Villeneuve – utworzono nową gminę Clux-Villeneuve. Siedzibą gminy została miejscowość La Villeneuve. 